# Jake Shears
Jake Shears (* 3. Oktober 1978 in Mesa, Arizona, als Jason Sellards) ist der Frontsänger der Scissor Sisters.

## Biografie
Jake Shears wurde in Arizona geboren, wuchs jedoch auf San Juan Island und in Seattle im Bundesstaat Washington auf und besuchte dort die High School. Er wurde anschließend an der freien Kunstschule "Occidental College" in Los Angeles ausgebildet, bevor er mit 19 Jahren nach Lexington zu einer Schulbekanntschaft reiste und dort seinen späteren Bandkollegen Scott Hoffman (Babydaddy) kennenlernte. Ein Jahr später zogen beide nach New York.
In New York studierte er Schriftstellerei am Eugene Lang College und verfasste Texte für Musik- und Schwulenmagazine. 
Shears and Hoffman gründeten die Scissor Sisters im Jahr 2001 und traten als Performancekünstler in den einschlägigen Elektropop-Clubs der Stadt auf. Der anfängliche regionale Erfolg war vor allem der homo-/bisexuellen und Transgender-Szene zu verdanken. Im Jahr 2004 gelang der große internationale Durchbruch in Großbritannien und Irland. Ihr Debütalbum Scissor Sisters wurde im Vereinigten Königreich zur meistverkauften CD des Jahres und mit zahlreichen BRIT Awards ausgezeichnet. In Deutschland blieb der ganz große Erfolg trotz des Nummer-1-Hits I Don’t Feel like Dancin’ (2006) und intensiver Promotion und Tour aus. Dennoch erhielten sie auch in Deutschland Preise, wie den Bambi als beste Newcomer.
Von Januar bis Februar 2020 nahm Shears als Unicorn an der ersten Staffel der britischen Version von The Masked Singer teil, in der er den sechsten von zwölf Plätzen erreichte.

## Musikstil
Am ehesten kann dieser als eine Mischung aus Pop, Glam-Rock und Alternative verstanden werden. Shears verarbeitet vor allem Einflüsse von ABBA, David Bowie, Duran Duran, Roxy Music, The New York Dolls, Queen, Madonna und Dolly Parton. Markant sind dabei die von ihm im Falsett gesungenen Liedpassagen.

## Sonstiges
Shears lebt mit seinem Freund Chris Makourbel zusammen, mit dem er sich im Juli 2007 verlobte.